# Erineós (Achaïe)
Le dème d'Erineós, en grec moderne : Δήμος Ερινεού / Dímos Erineoú, est un ancien dème du district régional d'Achaïe, en Grèce-Occidentale. Depuis 2010, il est fusionné au sein du dème d'Égialée.
Selon le recensement de 2011, la population du dème compte 3 236 habitants.